# Contra (arcadespel)
Contra, (Japans: 魂斗羅) (in Europa staat de arcade-versie bekend als Gryzor) is een arcadespel uitgebracht in 20 februari 1987. Het spel is ontwikkeld en gepubliceerd door Konami. Contra is een 2D Side-scrolling shooter die bekendstond om zijn intense en snelle actie. De bedoeling van het spel was alle levels uit te spelen, terwijl de speler alle kogels op zijn of haar pad moest ontwijken en alles wat bewoog neerschoot. Tussen de levels door waren er zogenaamde Base-Levels. Dit waren pseudo-3D levels, waarin de speler alle obstakels moest overwinnen binnen de tijd om de eindbaas te bereiken. Als die verslagen is, is het level uitgespeeld.
Contra werd ook geporteerd naar de NES en MSX, en stond in Europa op de NES bekend als Probotector. Op de MSX stond hij bekend onder de originele naam.

## Platforms
| Jaar | Platform                         |
| ---- | -------------------------------- |
| 1987 | Amstrad CPC, Arcade, ZX Spectrum |
| 1988 | Commodore 64, DOS, NES           |
| 1989 | MSX                              |
| 2006 | Xbox 360                         |
| 2010 | Wii Virtual Console              |

## Ontvangst
| Beoordeeld door                     | Platform    | Datum            | Score |
| ----------------------------------- | ----------- | ---------------- | ----- |
| Joystick (Frans)                    | NES         | april 1991       | 92%   |
| Your Sinclair                       | ZX Spectrum | maart 1988       | 90%   |
| NES Times                           | NES         | 27 juli 2007     | 90%   |
| Megablast                           | NES         | 1992             | 83%   |
| Cubed3                              | NES         | 5 maart 2006     | 80%   |
| Video Game Talk                     | Xbox 360    | 8 november 2006  | 80%   |
| Mean Machines                       | NES         | januari 1991     | 73%   |
| GameSpot                            | Xbox 360    | 10 november 2006 | 66%   |
| Digital Press - Classic Video Games | Xbox 360    | 22 april 2007    | 60%   |
| Defunct Games                       | Xbox 360    | 6 december 2006  | 50%   |

## Vervolgen
| naam                       | jaar | platforms                                                          |
| -------------------------- | ---- | ------------------------------------------------------------------ |
| Super Contra               | 1988 | Arcade                                                             |
| Super C                    | 1990 | NES                                                                |
| Operation C                | 1991 | Game Boy                                                           |
| Contra III: The Alien Wars | 1992 | SNES, Game Boy Advance, Wii Virtual Console, Wii U Virtual Console |
| Contra Force               | 1992 | NES                                                                |
| Contra: Hard Corps         | 1994 | Sega Mega Drive/Genesis                                            |
| Contra: Legacy of War      | 1996 | PlayStation, Sega Saturn                                           |
| The Contra Adventure       | 1998 | PlayStation                                                        |
| Contra: Shattered Soldier  | 2002 | PlayStation 2, PlayStation Netwerk                                 |
| Neo Contra                 | 2007 | PlayStation 2, PlayStation Netwerk                                 |
| Contra 4                   | 2007 | Nintendo DS, Mobile Phone                                          |
| Contra ReBirth             | 2009 | WiiWare                                                            |
| Hard Corps: Uprising       | 2011 | Xbox 360 (Xbox Live Arcade) en PlayStation 3 (PlayStation Network) |
| Contra Evolution           | 2011 | Arcade, iOS                                                        |

## Trivia
- Contra maakte de Konami code, een cheat, bekend bij veel gamers.